# Ruth Baum
Ruth Baum (ur. 26 grudnia 1922 w Warszawie, zm. 22 lutego 2022 w  Hajfie) – polska pisarka i reportażystka żydowskiego pochodzenia.

## Życiorys
Urodziła się 26 grudnia 1922 roku w Warszawie. Od 1937 roku pracowała w redakcji „Małego Przeglądu”. W latach 1939–1946 przebywała w ZSRR, w Woroszyłowgradzie. Do Polski wróciła w 1946 roku i zamieszkała we Wrocławiu. Studiowała filologię polską na Uniwersytecie Wrocławskim. Po uzyskaniu dyplomu współpracowała z rozgłośnią Polskiego Radia we Wrocławiu i tygodnikiem Fołks Sztyme. 
Od 1957 przebywała w Izraelu. Była członkiem Związku Autorów Piszących Po Polsku w Izraelu.

## Twórczość
- Życie nieromantyczne (powieść, 1974)
- Trzynasty miesiąc roku (powieść, 1976)
- Syn dziedzica i inne opowiadania (1999)
- Ogród na wulkanie (2007)